# 1939 w polityce

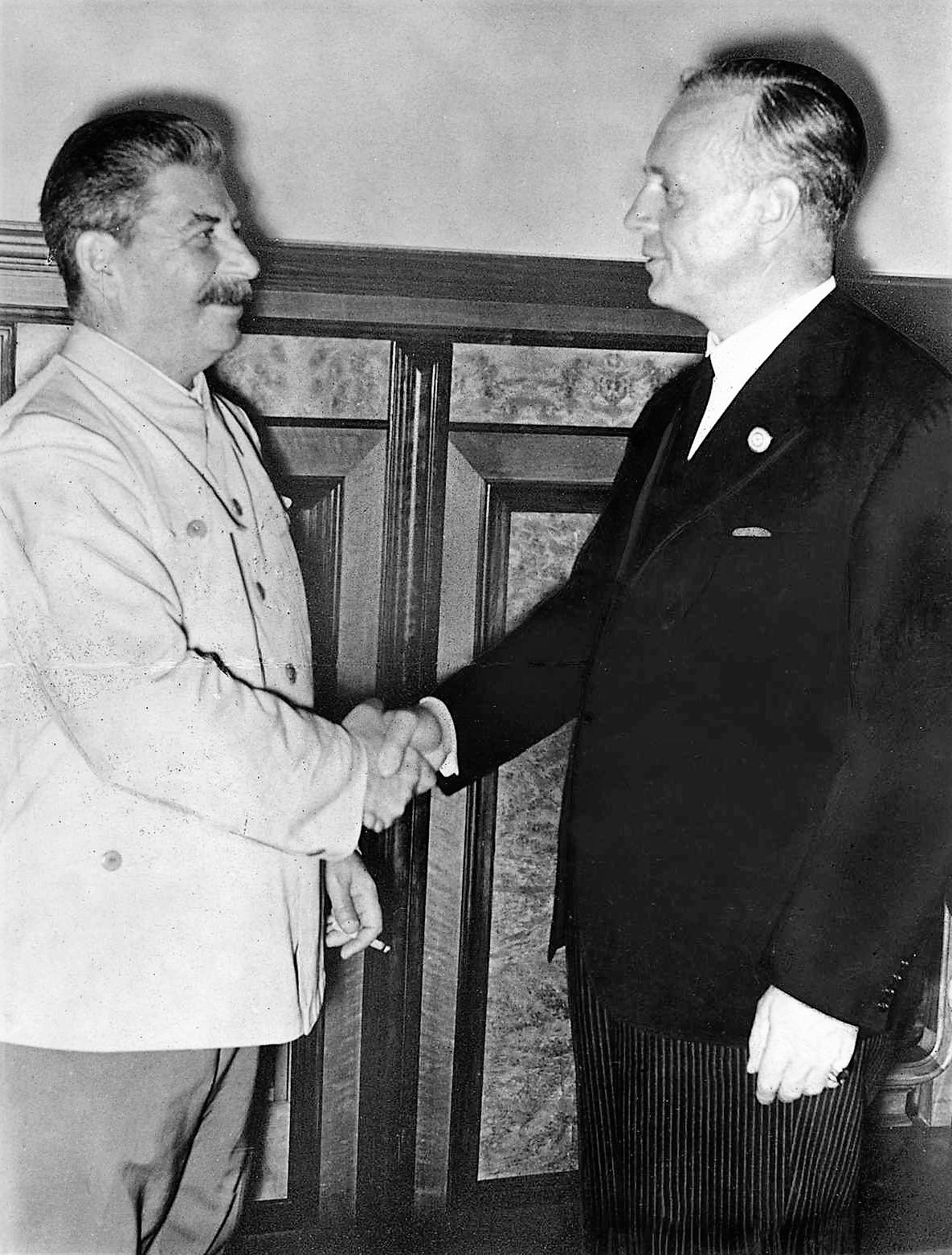
Joachim von Ribbentrop z Józefem Stalinem w Moskwie w sierpniu 1939

Wydarzenia polityczne w 1939 roku.

## Styczeń
- 2 stycznia – zmarł Roman Dmowski, polski polityk[1].

## Marzec
- 14 marca – proklamowano zależną od Niemiec Republikę Słowacji. Prezydentem państwa został ksiądz Jozef Tiso[2].
- 15 marca – wojska niemieckie wkroczyły do Czech[2].
- 16 marca – Adolf Hitler ogłosił utworzenie z zajętych terenów Czechosłowacji Protektoratu Czech i Moraw. Protektorem został były minister spraw zagranicznych III Rzeszy Konstantin von Neurath[2].
- 28 marca – wojska generała Francisca Franco zajęły Madryt[2].

## Kwiecień
- 4–7 kwietnia – spotkanie ministra spraw zagranicznych Polski Józefa Becka z brytyjskim premierem Neville’em Chamberlainem. Podczas spotkania Beck zapewnił, że Polska wystąpi zbrojnie u boku Wielkiej Brytanii w przypadku jej konfliktu z III Rzeszą[2].
- 28 kwietnia – rząd Niemiec uznał polsko-brytyjską deklarację sojuszniczą za pretekst do wypowiedzenia Polsce paktu o nieagresji z 1934 roku[2].

## Sierpień
- 23 sierpnia – w Moskwie został podpisany Pakt Ribbentrop-Mołotow, zawierający tajny protokół dotyczący rozgraniczenia stref wpływów obu państw w Europie Środkowej. Dotyczył on krajów bałtyckich, Finlandii, Polski i Rumunii. Dla Polski dokument oznaczał de facto IV rozbiór.
- 25 sierpnia – Polska i Wielka Brytania podpisały układ o wzajemnej pomocy militarnej w przypadku agresji na jedną ze stron układu[2].
- 30 sierpnia – prezydent Polski Ignacy Mościcki wydał obwieszczenie o powszechnej mobilizacji[2].
- 31 sierpnia – prowokację gliwicką – grupa hitlerowców dowodzona przez Alfreda Naujocksa, przebrana w polskie mundury, zaatakowała niemiecką rozgłośnie radiową[2].

## Wrzesień
- 1 września – wybuch II wojny światowej. O godzinie 4:45 niemiecki pancernik „Schleswig-Holstein” rozpoczął ostrzał Helu oraz polskiej Wojskowej Składnicy Tranzytowej na Westerplatte. Jednocześnie wojska niemieckie przekroczyły granicę polsko-niemiecką.
- 3 września – Wielka Brytania i Francja wypowiedziały wojnę Niemcom[2].
- 17 września – oddziały Armii Czerwonej bez wypowiedzenia wojny wkroczyły na teren Polski.
- 21 września – w zamachu zginął premier Rumunii, Armand Călinescu[3].
- 28 września – kapitulacja Warszawy.

## Październik
- 5 października:
  - zakończyła się bitwa pod Kockiem[4];
  - Adolf Hitler odebrał defiladę wojsk niemieckich w Warszawie[5].
- 26 października – powołano Generalne Gubernatorstwo. Generalnym gubernatorem został prawnik Hans Frank[2].

## Listopad
- 7 listopada – naczelnym wodzem polskich sił zbrojnych został Władysław Sikorski[2].